# Château de Dinefwr
Pour les articles homonymes, voir Dinefwr.
 (mars 2014).
Si vous disposez d'ouvrages ou d'articles de référence ou si vous connaissez des sites web de qualité traitant du thème abordé ici, merci de compléter l'article en donnant les références utiles à sa vérifiabilité et en les liant à la section « Notes et références ».
Le château de Dinefwr est un château médiéval gallois surplombant la rivière Tywi près de la ville de Llandeilo, dans le comté de Carmarthenshire. Il est bâti sur un promontoire rocheux, sur la rive nord de la Tywi, et se dresse à plus de 30 mètres au-dessus de la rivière. Au Moyen Âge, Dinefwr était le principal siège de pouvoir dans le royaume de Deheubarth. Aujourd'hui, le château est la propriété du Wildlife Trust of South and West Wales mais est géré par Cadw tout en se trouvant au cœur d'un domaine appartenant au National Trust.

## Description
Le château actuel se trouve à l'écart de la ville de Llandeilo et n'est accessible que par un sentier traversant les bois. 
On entre dans le château par une imposante porte fortifiée ornée de créneaux. La porte permet d'accéder à la cour du château, ceinte de remparts crénelés et de tours. La structure est dominée par un large donjon circulaire, accessible uniquement depuis la cour. 

## Histoire
Selon la légende, le premier château de Dinefwr aurait été construit par Rhodri le Grand, au IXe siècle, mais aucun vestige de cette période ne permet d'accréditer cette hypothèse. Au milieu du IXe siècle, le château est le principal centre du pouvoir de Hywel Dda, roi de Deheubarth, roi des Bretons (de l'île de Bretagne) et souverain de la majeure partie du pays de Galles. 
Le château est mentionné pour la première fois de manière certaine sous le règne de Rhys ap Gruffydd, seigneur de Deheubarth de 1155 à 1197. Au début de son règne, les Normands occupent toujours une partie de son royaume et il reconquiert péniblement les terres perdues à la fin du XIe siècle. On ne sait pas à quelle date exactement Rhys ap Gruffydd fait reconstruire le château. Le nouvel édifice est cependant conçu à la fois comme une forteresse et comme une résidence royale, à un moment où Lord Rhys, en paix avec le roi d'Angleterre Henri II, est le plus puissant seigneur gallois. C'est alors l'un des deux centres du pouvoir royal, avec Cardigan.  
À la mort de Rhys ap Gruffydd, le château revient à son fils, Rhys Gryg. C'est de son règne que datent les parties les plus anciennes de l'édifice actuel. Le château est un des enjeux des rivalités et des guerres qui font rage entre les enfants et petits-enfants de Rhys ap Gruffydd. Rhys Gryg doit ainsi subir un siège organisé par deux de ses neveux à Dinefwr, en 1213. Tout au long de son règne, Rhys Gryg est fidèle au roi de Gwynedd, Llywelyn le Grand, qui étend son influence au sud du pays. Ce dernier demande d'ailleurs à Rhys Gryg de démanteler le château de Dinefwr. Il est probable que les premiers bâtiments en pierre aient été bâtis peu de temps après car l'architecture du donjon circulaire est typique de cette période. Le château reste entre les mains des rois de Gwynedd jusqu'en 1255, date à laquelle Llywelyn le Dernier en confie la garde à Rhys Fychan. Lorsque Maredudd ap Rhys, fils de Rhys Gryg, s'allie avec Llywelyn le Dernier, il reçoit la garde de Dinefwr mais se la voit retirer presque aussitôt, lorsqu'il trahit finalement le roi de Gwynedd. C'est d'ailleurs Maredudd qui aide son nouvel allié, Edouard Ier d'Angleterre, à prendre Dinefwr en 1277. Il est possible que Maredudd ait réclamé le retour de Dinefwr en sa possession mais Edouard Ier préfère le garder entre ses mains et fait exécuter Maredudd en 1291.  
Le château reste ensuite une propriété de la Couronne anglaise et est régulièrement entretenu. En 1317, le château est donné par le roi Édouard II au père de son favori, Hugues le Despenser, qui le conserve jusqu'en 1326. C'est d'ailleurs à cette date que de nouveaux travaux sont effectués dans le château et que la salle rectangulaire a probablement été construite.   
En 1403, le château, tout comme la ville environnante, sont assiégés par les troupes d'Owain Glyndŵr mais celles-ci ne parviennent pas à prendre Dinefwr. Par jeu de mariage, des descendants de Lord Rhys reprennent possession du château à la fin du XVe siècle et y font des travaux d'aménagement. Cependant, celui-ci est délaissé à partir de 1531 au profit de Newton House, un manoir nouvellement reconstruit, en contrebas du château. Dinefwr est encore utilisé comme résidence d'été, ainsi que l'attestent les larges fenêtres percées en 1660.